# Куксенков Микола Юлійович
Мико́ла Ю́лійович Куксенков (нар. 2 червня 1989, Київ, Українська РСР, СРСР) — російський гімнаст, який до 2013 року представляв Україну. Абсолютний чемпіон Європи серед юніорів, бронзовий призер чемпіонату Європи в абсолютній першості (2011), переможець в абсолютній першості і срібний призер у вправі на перекладині Літньої Універсіади 2011. Переможець та призер етапів кубка світу. Багаторазовий чемпіон України, переможець I Європейських ігор 2015 в Баку.
У 2012 році взяв участь у літніх Олімпійських іграх у Лондоні. У кваліфікації змагань набрав 89,931 бала (6-е місце), проте на жодному з снарядів не зміг пробитися у фінал. У фіналі командних змагань виступив на коні, кільцях, брусах і поперечині. На кожному зі снарядів набирав понад 15 балів, але збірна України в підсумку посіла лише 4-е місце. У фіналі індивідуального багатоборства рівно пройшов всі снаряди і набрав суму 90,432 бала. Цей результат дозволив зайняти 4-е місце.
12 листопада 2012 року оголосив про намір найближчим часом змінити громадянство та виступати за збірну Росії. На Універсіаді 2013 (Казань), виступав за збірну РФ. У 2013 році його батько Юлій Куксєнков (який народився в селищі Партизан, Тульської області) став тренером у російській збірній.
Після зміни громадянства заявив що залишився б в Україні, якби команда на Олімпіаді 2012 в Лондоні посіла третє місце. Також в інтерв'ю російським ЗМІ зізнавався що під час виступу за збірну України оперувався за свої гроші, а також все життя у нього було відчуття що він російська людина і ще в дитинстві він писав листа Путіну. Державний тренер збірної Росії Валентина Родіоненко казала в інтерв'ю для "Фактів і коментарів" під час переходу Куксєнкова, що "у Нікалая російське коріння".
Навчається в аспірантурі Владимирського державного університету імені братів Столєтових.
У квітні 2016 став учасником через допінговий скандал, його допінг-проба від 15 березня дала позитивний результат на вміст мельдонію. Тим не менш, це не стало перешкодою для участі в Олімпіаді в Ріо, де Куксєнков виграв срібну нагороду в командних змаганнях.
У травні 2016 Куксєнков опублікував фотографію з георгієвською стрічкою, а в серпні того ж року — фотографію з т.зв. міністром оборони Сєрґєєм Шойгу, назвавши його повелитель "Тополя" и "Ярса". У дописі на своїй сторінці в Instagram у 2019 році пишався приналежністю до російської армії та супроводжував фотографію хештегами #армейцымосквы #цска #цскамосква #топимзанаших #красносинийсамыйсильный. У липні 2021 року він опублікував фотографії з матір'ю та племінницею на відпочинку в невизнаній і підконтрольній Росії Абхазії, додавши до них незрозумілий іронічний підпис Переклад на iншi мови не передбачений😉.
Його сестра Іріна Сокірко (Куксєнкова) працює пропагандисткою на державному Першому каналі з 2017 року. Під час незаконного перебування у 2022 році в якості т.зв. воєнної кореспондентки на окупованій території України вона зазнала осколкового поранення в Маріуполі. Вона отримувала численні російські державні нагороди та є фігуранткою списку "Миротворця".

## Нагороди
- Почесна грамота Президента Російської Федерації (19 липня 2013 року) — за високі спортивні досягнення на XXVII Всесвітньої літньої універсіади 2013 року в місті Казані[17].